# Comando Ricardo Franco Frente-Sur
El Comando Ricardo Franco (CRF) fue una agrupación guerrillera de extrema izquierda de Colombia, constituida a partir de una facción disidente de las Fuerzas Armadas Revolucionarias de Colombia - Ejército del Pueblo (FARC-EP). Liderada por José Fedor Rey alias Javier Delgado y Hernando Pizarro Leongómez en 1982. Su base de operaciones se concentró sobre todo en el sur del Cauca en Colombia. Estaba compuesto por unos 200 combatientes en 1985.

## Historia

### Origen
El Frente Ricardo Franco toma el nombre del comandante de las FARC-EP Gilberto Álvarez alias 'Ricardo Franco', quien fallece en el año 1982 según comunicado del Frente 4 de las FARC-EP (Magdalena Medio) al estallarle accidentalmente una granada. El Frente Ricardo Franco nace cuando Javier Delgado, hombre confianza de Jacobo Arenas, en la VII conferencia de las FARC-EP había sugerido abrir un frente urbano como el M-19. Meses después fue acusado de divisionista y expulsado de las FARC-EP. Se fue, pero antes se llevó una suma cercana al millón de dólares para crear su propia guerrilla.
En el momento de su fundación, el Frente contaba con unos cincuenta miembros. Era un grupo disidente que se oponía a las negociaciones de paz y a la tregua entre las FARC-EP y el gobierno de Belisario Betancur.
El grupo además estableció alianzas con el Movimiento 19 de abril (M-19), otra organización guerrillera surgida a inicios de la década de 1970, siendo hermanos los comandantes Carlos y Hernando Pizarro Leongómez. Integró la Coordinadora Nacional Guerrillera (CNG) con el M-19 y la guerrilla indígena Movimiento Armado Quintín Lame (MAQL).

### Masacre de Tacueyó
El CRF fue expulsado de la Coordinadora tras haberse confirmado la Masacre de Tacueyó, en el departamento del Cauca, en el que más de 164 guerrilleros fueron masacrados bajo las órdenes de sus propios comandantes; Javier Delgado y Hernando Pizarro Leongómez.
Fue expulsado por el M-19 de la Coordinadora Nacional Guerrillera (CNG) quien se declaró en contra de estos hechos y que debía tomar distancia absoluta y permanente de este grupo por su acto en contra de la revolución.
Javier Delgado aceptó la autoría de la masacre presentando a las personas como infiltrados y acusando al M-19 de actitud traidora.
El "Comité Ejecutivo" del Frente Ricardo Franco anunció la destitución de Javier Delgado del mando de la organización y su intención de convocar un "consejo de guerra" para juzgarlo por los delitos de detención arbitraria, torturas y homicidio, entre otros
El periodista Raúl Benoit afirma que Javier Delgado colaboraba con los servicios secretos del Ejército Nacional. La Comisión de la Verdad no descarta esta hipótesis.

### Desaparición
Jamás participó en los procesos de paz; sin embargo, tras el exterminio de sus propios hombres en Tacueyó, las deserciones, los golpes del Ejército Nacional y por las FARC-EP, el CRF fue progresivamente debilitándose y perdiendo fuerza, dividiéndose en su estructura militar, cuando ya para fines de la misma década la agrupación fue desarticulada por las fuerzas militares colombianas y otras fuerzas guerrilleras.
Hernando Pizarro murió asesinado en Bogotá, mientras que Javier Delgado terminó trabajando para el Cartel de Cali hasta su disolución. Después fue arrestado acusado de rebelión y asesinato; más tarde fue asesinado por guerrilleros de las FARC-EP en la cárcel de Palmira (Valle del Cauca).
En octubre de 2020 en un comunicado de las Jurisdicción Especial para la Paz (JEP), el secretariado de las FARC-EP reconocieron haber participado en los asesinatos de Hernando Pizarro Leongómez (1995) y José Fedor Rey alias Javier Delgado (2002).

## Cronología del Comando Ricardo Franco
- 22 de mayo de 1982: Atentado a Colegio Colombo americano en Cali.[14]
- 26 de enero de 1983: Secuestro de Sonia del Rosario Sarmiento Bermúdez, hija de Luis Carlos Sarmiento Ángulo.[15]
- julio de 1983: Reunión para acordar la creación del Comando Ricardo Franco (CRF).[16]
- 25 de septiembre de 1983: Fundación pública del Comando Ricardo Franco.[16]
- abril de 1984: Toma guerrillera de Miranda (Cauca) en conjunto con el Movimiento 19 de abril (M-19).[16]
- 23 de mayo de 1984: Atentado a Ecopetrol en Bogotá.[17]
- 23 de mayo de 1984: Atentado a IBM en Bogotá.[18]
- 23 de mayo de 1984: Atentado a International Telegraph (ITT) en Bogotá.[19]
- 13 de junio de 1984: Ataque a la línea aérea hondureña Sahsa.[16]
- 12 de agosto de 1984: Ataque a Yumbo (Valle del Cauca) conjunto con el M-19.[16]
- Septiembre de 1984: Secuestro del contralor auxiliar Aquileo Torres en San Vicente de Chucuri (Santander).
- 21 de septiembre de 1984: Toma de Instituto Técnico Industrial Piloto en Bogotá: 1 guerrillero muerto y 4 heridos.[20]
- 21 de septiembre de 1984: Cae imprenta del CRF.[16]
- noviembre de 1984: I Asamblea Nacional del Comando Ricardo Franco.[16]
- 26 de noviembre de 1984: Atentado terrorista a la Embajada de Estados Unidos en Bogotá.[21]
- 2 de diciembre de 1984: Toma de la sede del Comité Central del Partido Comunista Colombiano en Bogotá.[16]
- 4 de enero de 1985: Toma guerrillera de Santander de Quilichao (Cauca) con el Movimiento Armado Quintín Lame: 5 muertos.[22][23]
- 7 de enero de 1985: Ataque a la Policía Nacional en el barrio Diamante de Cali. Corte de luz en el Distrito de Aguablanca en Cali.
- 12 de enero de 1985: Secuestro del alcalde de Florida (Valle del Cauca) Marino Chávez Peñaloza.[24]
- 12 de enero de 1985: Secuestro del publicista Hennio García en Cali.[25]
- 14 de enero de 1985: Asesinato del policía Oliverio Ramírez Gutiérrez en Palmira (Valle del Cauca).[26]
- 14 de enero de 1985: Atentado al Departamento Administrativo de Seguridad (DAS) en Medellín.[27]
- 30 de enero de 1985: Ataque en Medellín:1 muerto y 2 heridos.[28]
- 30 de enero de 1985: Atentado a la Asociación Nacional de Productores de Leche en Bogotá.[29]
- 30 de enero de 1985:  Ataque al Ejército Nacional en Vergel (Nariño): 3 muertos.[30]
- 30 de enero de 1985: Ataque a un bus en Cali.[31]
- 25 de marzo de 1985: Asesinato de 3 campesinos en el Alto de la Rosa, San Antonio (Tolima).[32]
- 27 de marzo de 1985: Ataques en Cali,[33]y Bucaramanga. Toma guerrillera de Yumbo (Valle del Cauca). [16]
- 1 de abril de 1985: Ataque a subestación eléctrica en Popayán.[34]
- 1 de abril de 1985: Asesinato del abogado Alfredo Martínez en Popayán.[35]
- 10 de abril de 1985: Bombas en el Suroriente de Cali.[16]
- Abril de 1985: Toma guerrillera de Toribio (Cauca) con el Movimiento Armado Quintín Lame.[36]
- 9 de mayo de 1985: Ataque contra la Escuela de Carabineros en Bogotá: 4 muertos.[37]
- 20 de mayo de 1985: Abatidos 3 guerrilleros del CRF en Santander de Quilichao (Cauca).[38]
- 4 de junio de 1985: Atentado contra Hernando Hurtado del Partido Comunista Colombiano. [16]
- 22 de junio de 1985: Ataque a la Policía Nacional en Valle del Cauca: 6 muertos y 12 heridos.[39]
- 24 de junio de 1985: Secuestro y asesinato de Samuel Schneider Uribe, ejecutivo de Ecopetrol en Barrancabermeja.[40]
- 24 de junio de 1985: Atentado a torre eléctrica en Cali: 1 muerto.[41]
- 2 de julio de 1985: Ruptura de relaciones con el M-19.[16]
- 12 de agosto de 1985: Ataque en La Laguna (Cundinamarca): 8 muertos.[42]
- 12 de agosto de 1985:  Ataque al Ejército Nacional en Jambalo (Cauca): 6 muertos.[43]
- 13 de agosto de 1985: Ataque en Ipiales (Nariño).[44]
- 14 de agosto de 1985: Ataque al Ejército Nacional en Jambalo (Cauca): 2 muertos.[45]
- 28 de agosto de 1985: Atentado contra Jaime Caycedo del Partido Comunista Colombiano en Bogotá.[46]
- 28 de agosto de 1985: Atentado contra oficial retirado de la Policía Nacional en Bogotá.[46]
- 3 de octubre de 1985: Ataque a Guillermo Carrillo Gutiérrez presuntamente por el CRF y militares en Santander de Quilichao (Cauca).[16]
- 30 de octubre de 1985: Atentado contra Álvaro Vásquez del Partido Comunista Colombiano.[47]
- Noviembre de 1985: Toma guerrillera de Miranda (Cauca).
- 13 de noviembre de 1985: Según el Secretariado del CRF, este día se descubrió la supuesta infiltración a gran escala.
- 6 de diciembre de 1985: Ataque a la Policía Nacional en Bogotá con el M-19 y el Movimiento Armado Quintín Lame: 2 muertos y 7 heridos.[48]
- 12 de diciembre de 1985. El Secretariado del FRF afirmó en un comunicado que este día ajustició a 134 agentes infiltrados.
- 14 de diciembre de 1985: Ataque a la Policía Nacional en Bogotá: 2 muertos y 7 heridos.[49]
- 20 de diciembre de 1985: Comunicado de la CNG y el M-19 rechazando la acción del CRF y expulsándolo de la CNG.
- Diciembre de 1985: Masacre de Tacueyó: 164 miembros del CRF asesinados por sus comandantes.[50][15]
- enero de 1986: Rueda de prensa del CRF.
- 12 de enero de 1986; Asesinato de dos funcionario de Naciones Unidas en Huila.[51]
- 8 de abril de 1986: Ataque en Corinto (Cauca): 5 campesinos muertos.[52]
- 23 de octubre de 1986: Secuestro de Flor Alba de Ocampo: 5 muertos.[53]
- 16 de diciembre de 1988: Ataque en Bogotá: 12 heridos.[54]